# OpenSea
OpenSea是一個總部位於美國紐約市的非同質化代幣在线交易市场。截止2022年1月，該公司的估值為 133億美元，被認為是最大的非同質化代幣交易平台。
2022年1月10日，OpenSea平台的當月交易量已經達到21億美元。而在此前OpenSea的最高月交易量紀錄為2021年8月創下的35億美元。

## 歴史
2017年12月20日：Devin Finzer和Alex Atallah在美國纽约创立。
2021年9月，OpenSea发布了Android和iOS移动应用程序。
2022年1月，OpenSea以133億美元估值融資3億美元。